# Универзитет Медитеран
Универзитет Медитеран је приватни универзитет у Подгорици. Основан је 30. маја 2006. године као први приватни универзитет у Црној Гори и састоји се од шест факултета. Члан је Мреже универзитета Балкана.

## Историја
Универзитет Медитеран основан је 30. маја 2006. године у Подгорици, као први приватни универзитет у Црној Гори. састојао се од четири организационе јединице и то: Факултет за туризам, хотелијерство, Факултет за економију и бизнис, Факултет визуелних умјетности и Факултет за информационе технологије. Касније су Универзитету Медитеран приступила још два факултета: Факултет за стране језике и Правни факултет, који 16. децембра 2006. званично постају организационе јединице Универзитета Медитеран.

## Организација
Универзитет Медитеран се састоји од шест факултета:
- Факултет за економију и бизнис[2]
- Факултет за туризам[3]
- Факултет за информационе технологије[4]
- Факултет визуелних умјетности[5]
- Факултет за стране језике[6]
- Правни факултет[7]